# Rete (letto)

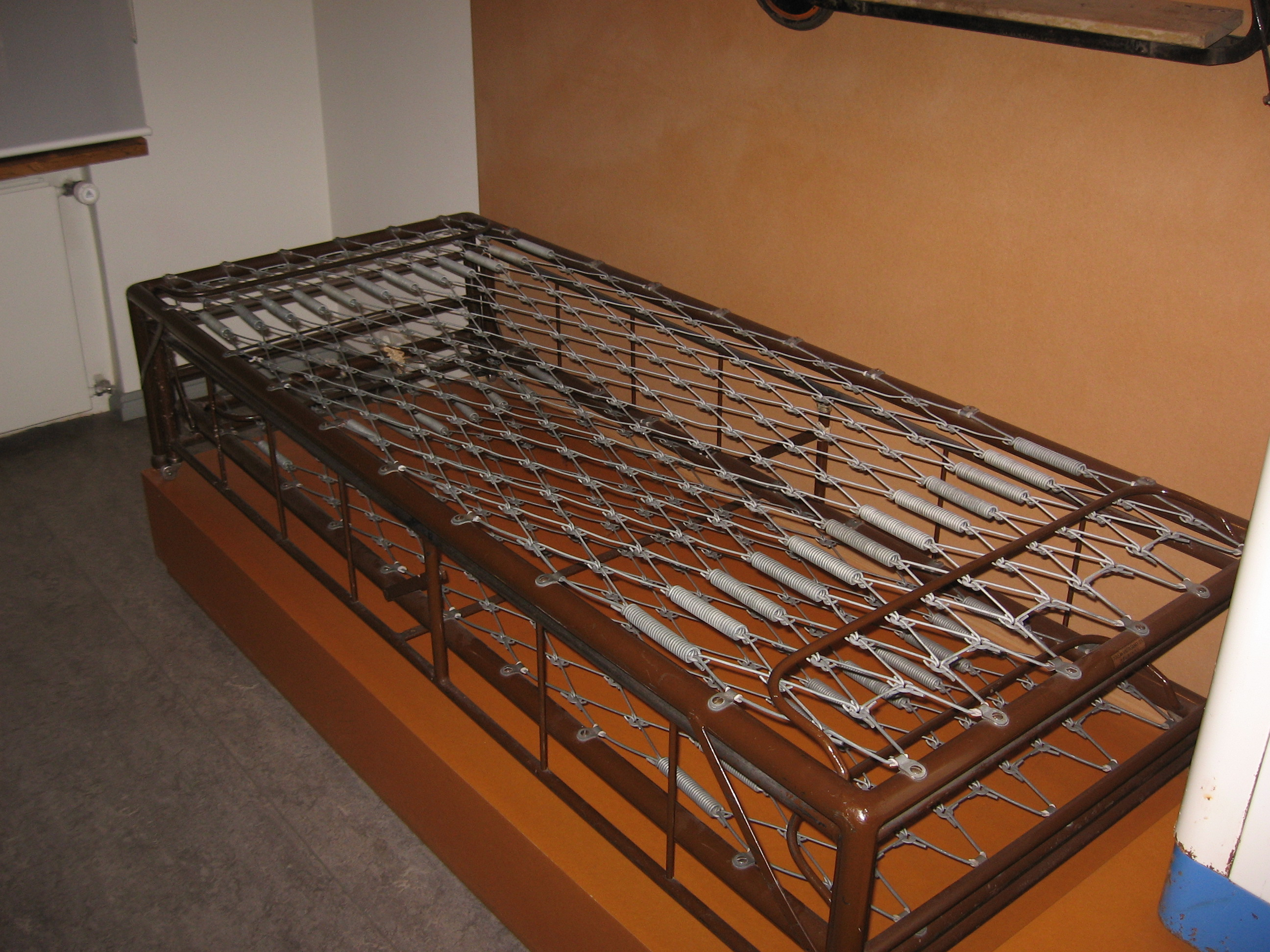
Rete da letto metallica

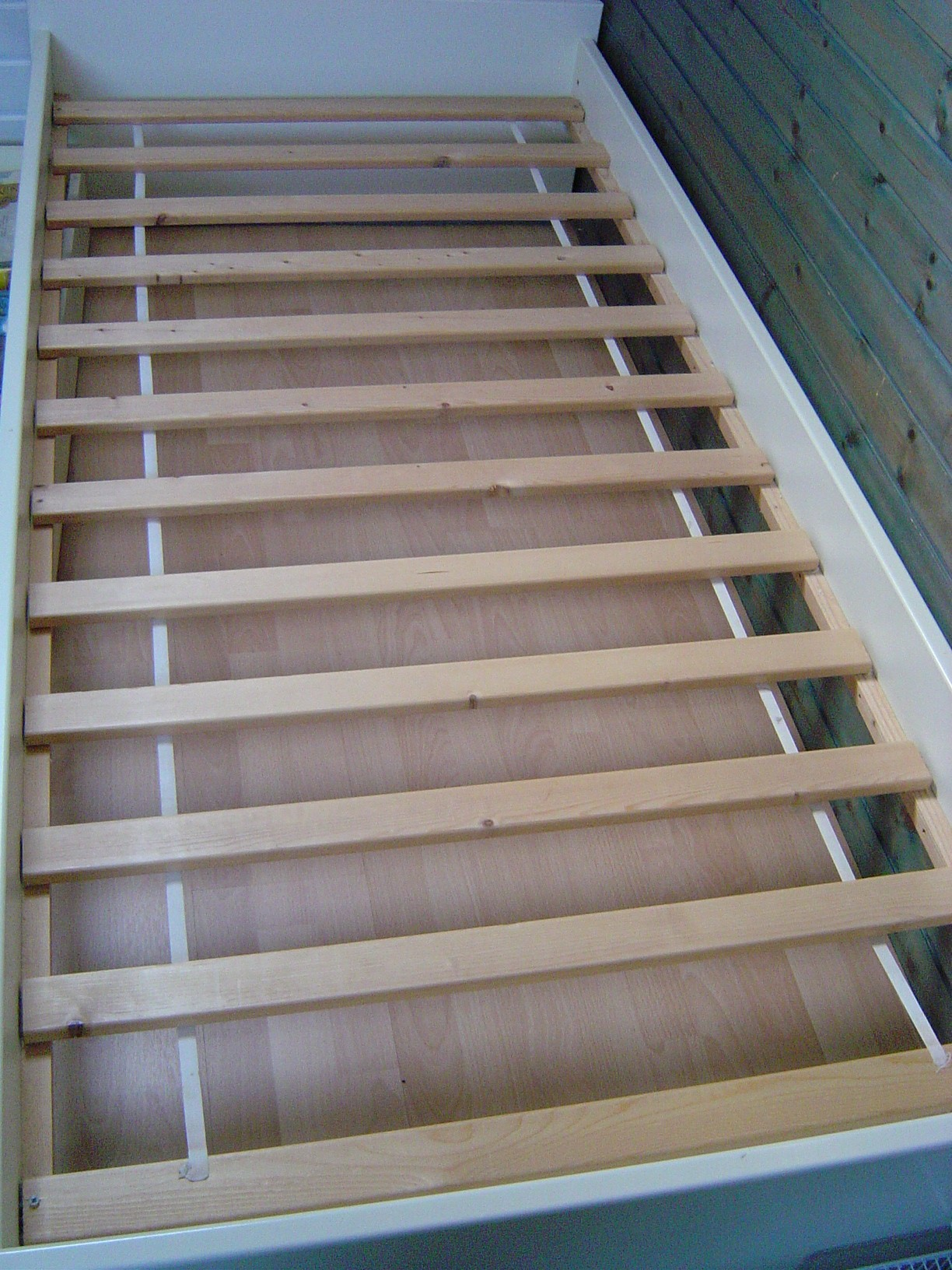
Rete da letto in doghe di legno

La rete è un elemento del letto e serve a sostenere il materasso ed in definitiva chi ci dorme sopra.

## Storia
La rete per letto è stata ideata per sollevare dal pavimento il materasso. Le prime reti per letto venivano realizzate con maglie metalliche costituite da molle in acciaio armonico e ganci in filo di ferro. Queste però avevano un grosso difetto: con il passare del tempo le molle si snervavano e non tornavano più alla dimensione originale, restando sempre allungate. Questo determinava la formazione della "buca" nel letto. L'introduzione delle reti con doghe elastiche in multistrato di legno ha permesso di ottenere una base flessibile e duratura nel tempo.
In principio veniva realizzata la sola rete. Con il tempo sono state aggiunte testiera e pediera e si è iniziato a parlare di letto vero e proprio.

## Materiali e funzioni
La rete per letto può essere una rete metallica applicata ad un telaio rigido anch'esso in metallo, o costituita da doghe in multistrato di legno curvate con la parte convessa rivolta verso l'alto.
La rete per letto può essere realizzata con perimetro in acciaio oppure in legno massello. Alcuni modelli permettono lo smontaggio per facilitarne il trasporto, altri non lo permettono.
Le sue funzioni sono:
- sollevare il materasso dal pavimento;
- ammortizzare parte del peso della persona che lo usa, e con il materasso, rendere il riposo quanto più confortevole possibile;
- permettere la traspirazione del materasso, quindi evitare la formazione di muffa.